# Cassville (Missouri)
Cassville település az Amerikai Egyesült Államok Missouri államában, Barry megyében, melynek megyeszékhelye is. Lakosainak száma 3190 fő (2020. április 1.).

## Népesség
A település népességének változása:

| 2010 | 3 266 |
| 2020 | 3 190 |